# Misje dyplomatyczne Panamy

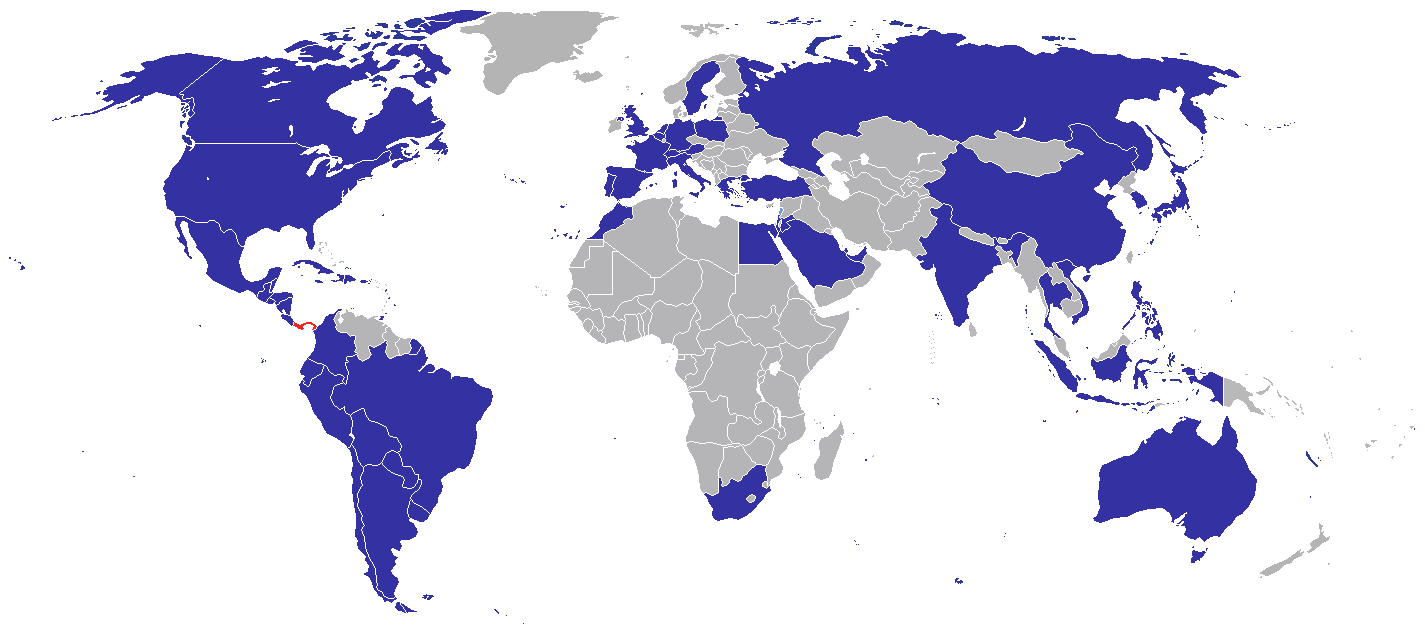
Kraje, w których Republika Panamy ma swoje przedstawicielstwa dyplomatyczne

Misje dyplomatyczne Panamy – przedstawicielstwa dyplomatyczne Republiki Panamy przy innych państwach i organizacjach międzynarodowych. Poniższa lista zawiera wykaz obecnych ambasad i konsulatów zawodowych. Nie uwzględniono konsulatów honorowych.

## Europa
- Austria
  - Wiedeń (ambasada)
- Belgia
  - Bruksela (ambasada)
  - Antwerpia (konsulat generalny)
- Francja
  - Paryż (ambasada)
- Grecja
  - Ateny (ambasada)
- Hiszpania
  - Madryt (ambasada)
  - A Coruña (konsulat generalny)
  - Barcelona (konsulat generalny)

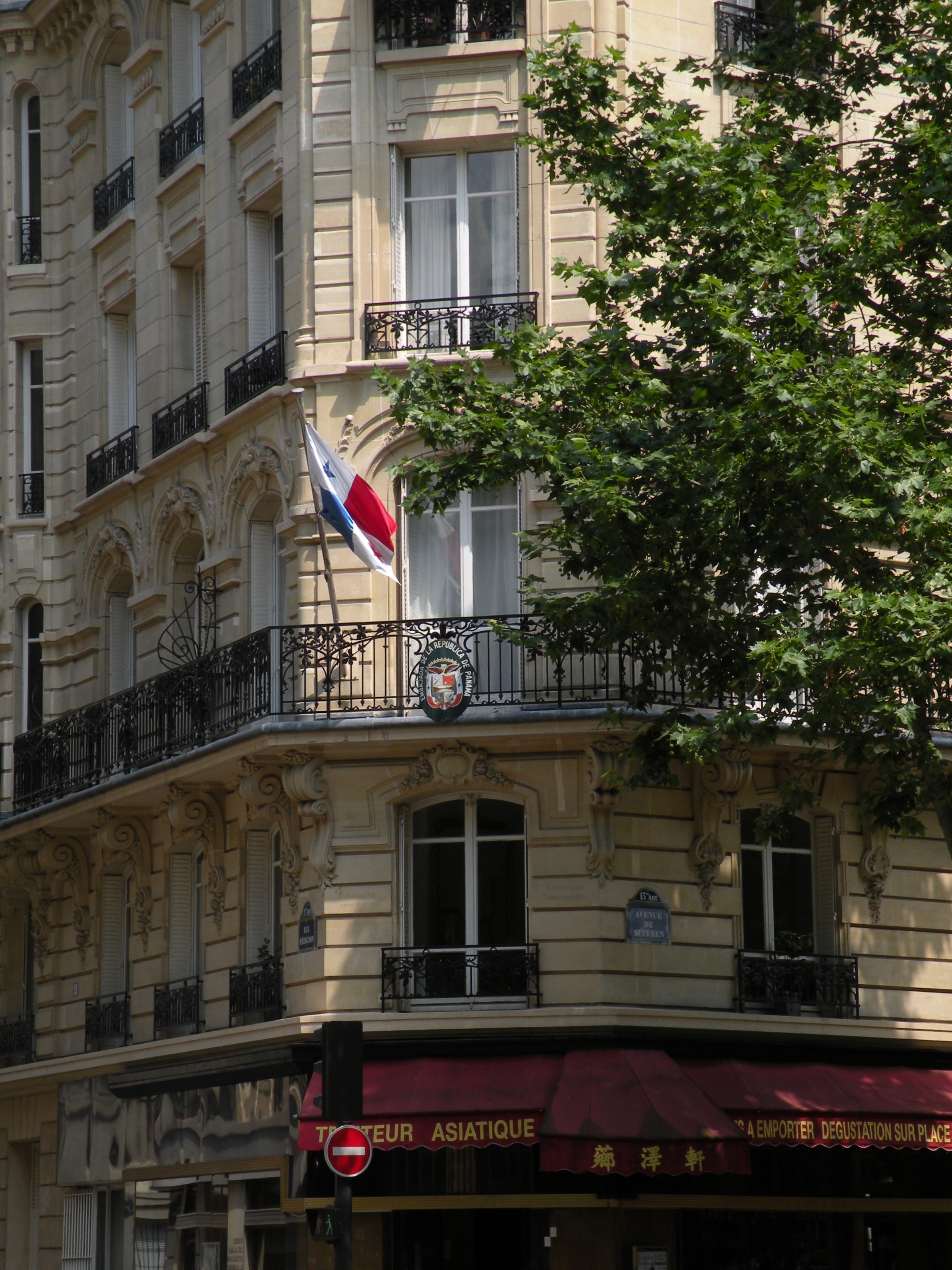
Ambasada Panamy w Paryżu

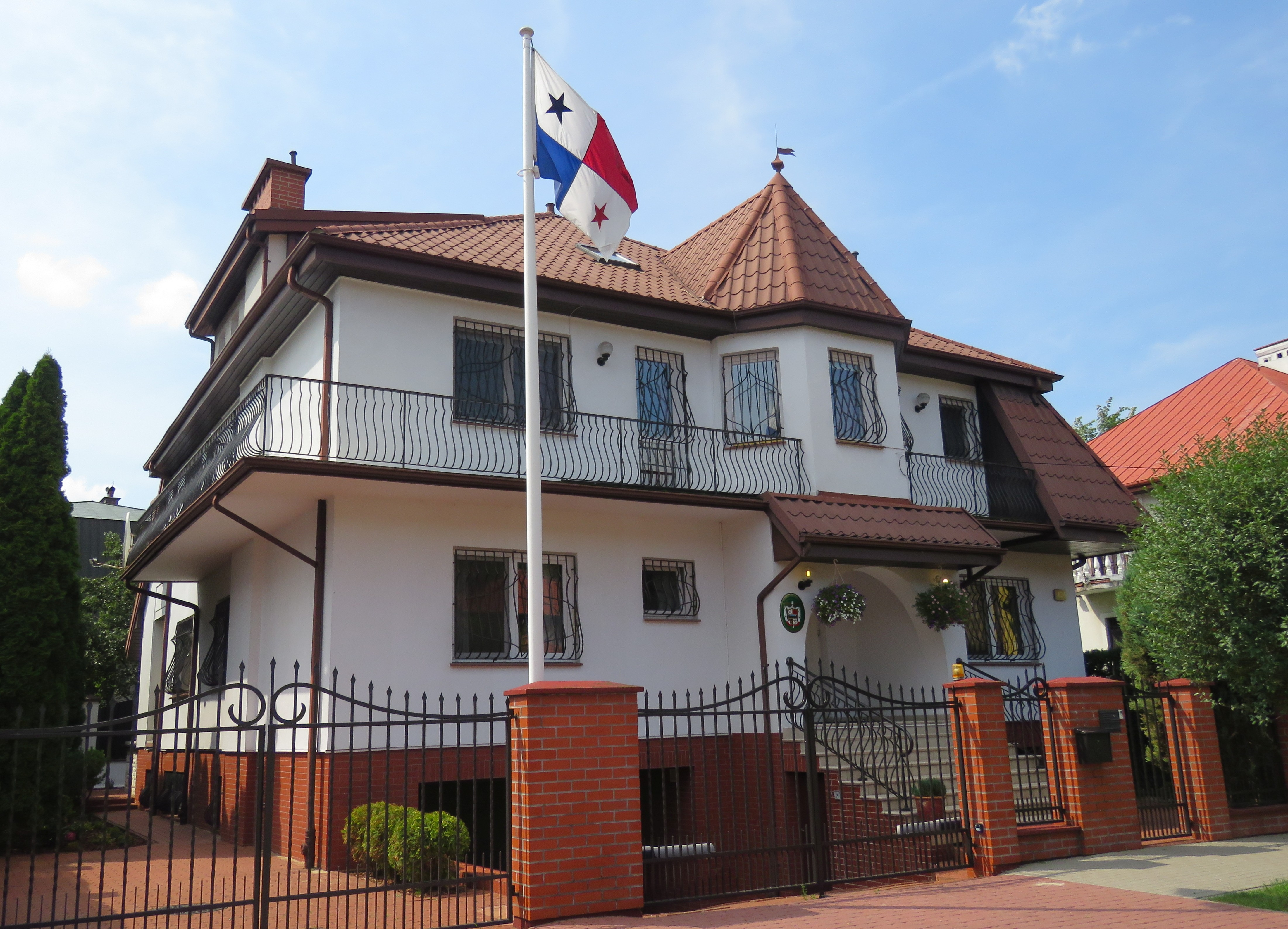
Ambasada Panamy w Warszawie

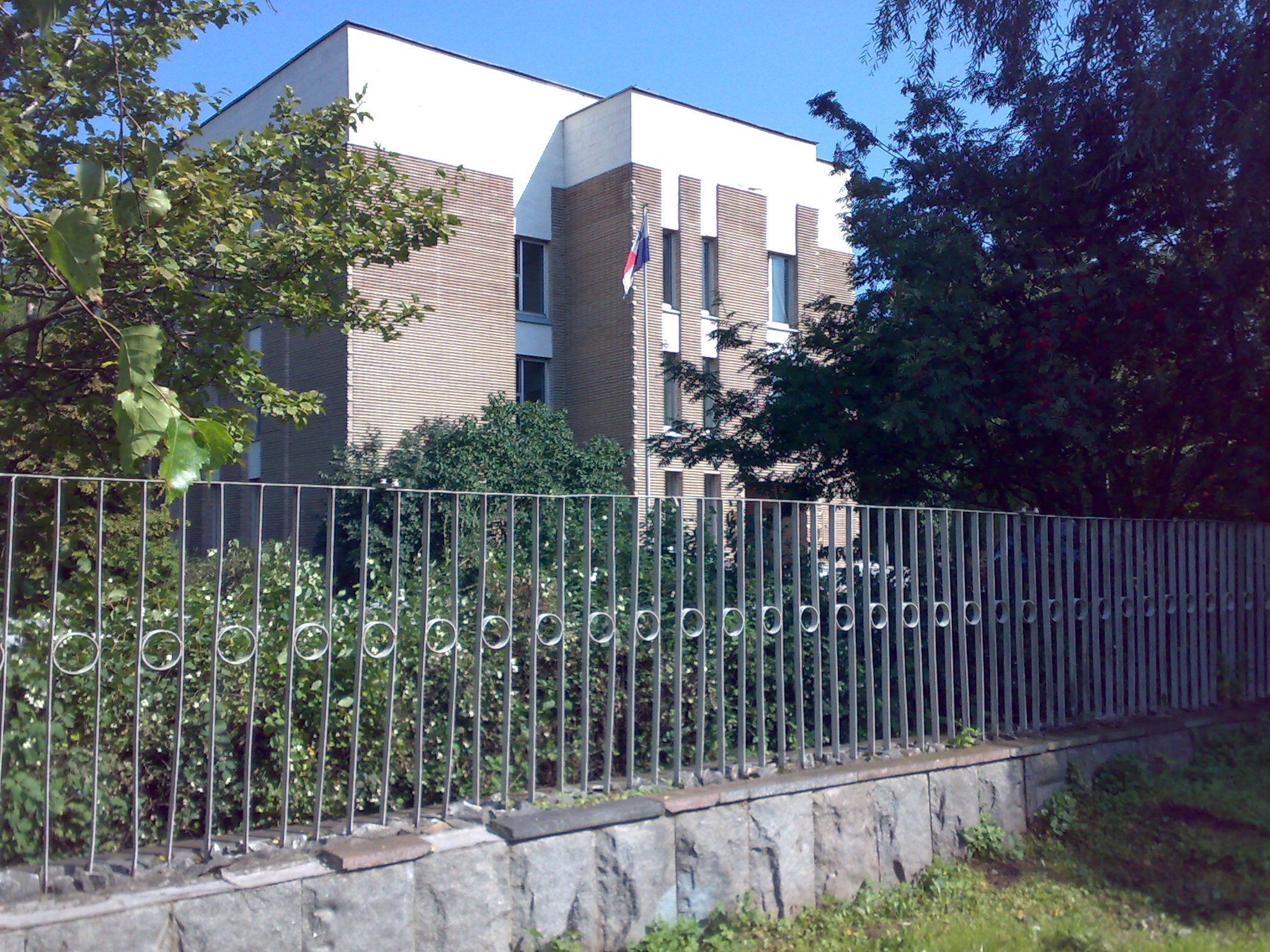
Ambasada Panamy w Moskwie

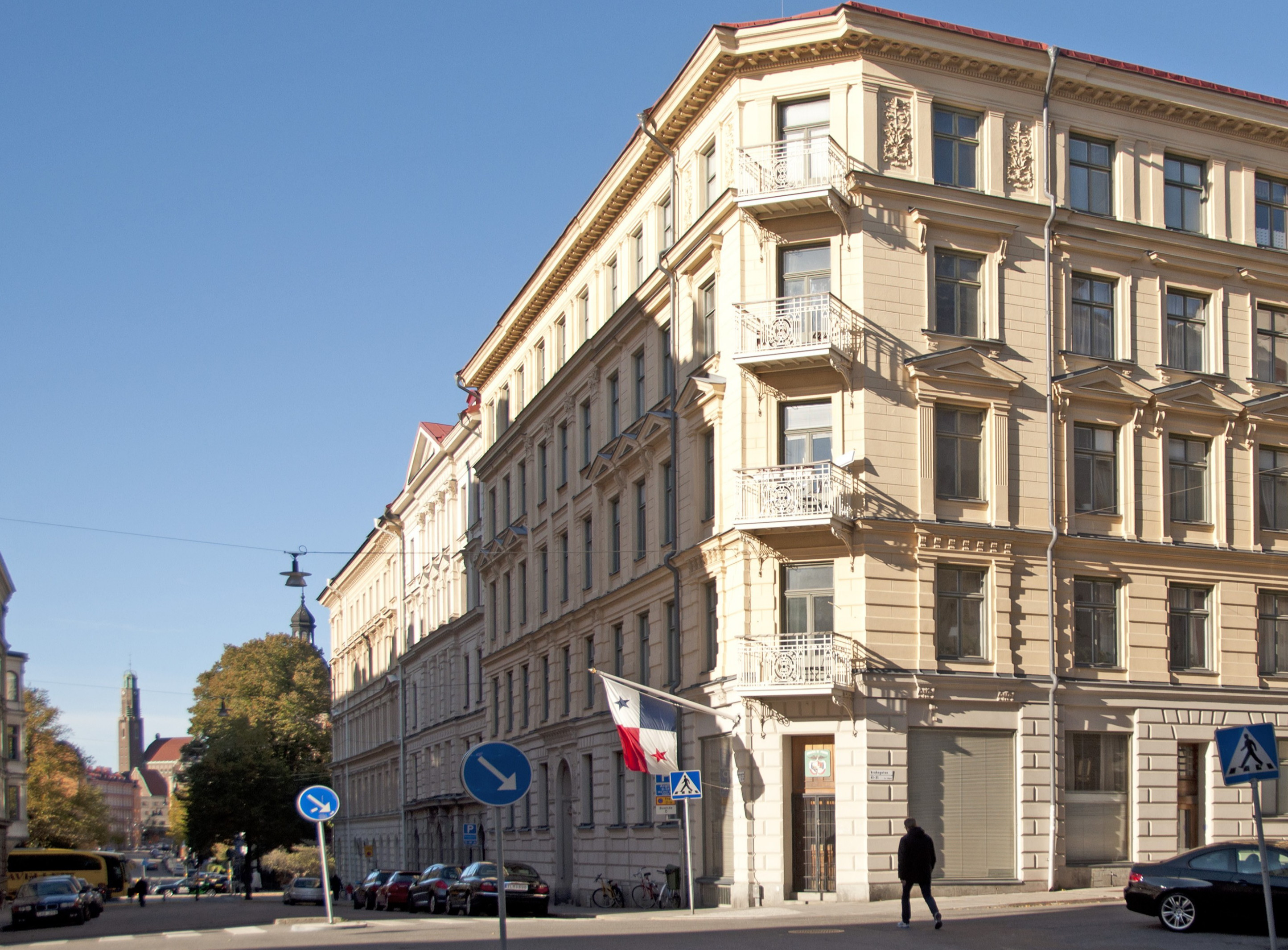
Ambasada Panamy w Sztokholmie

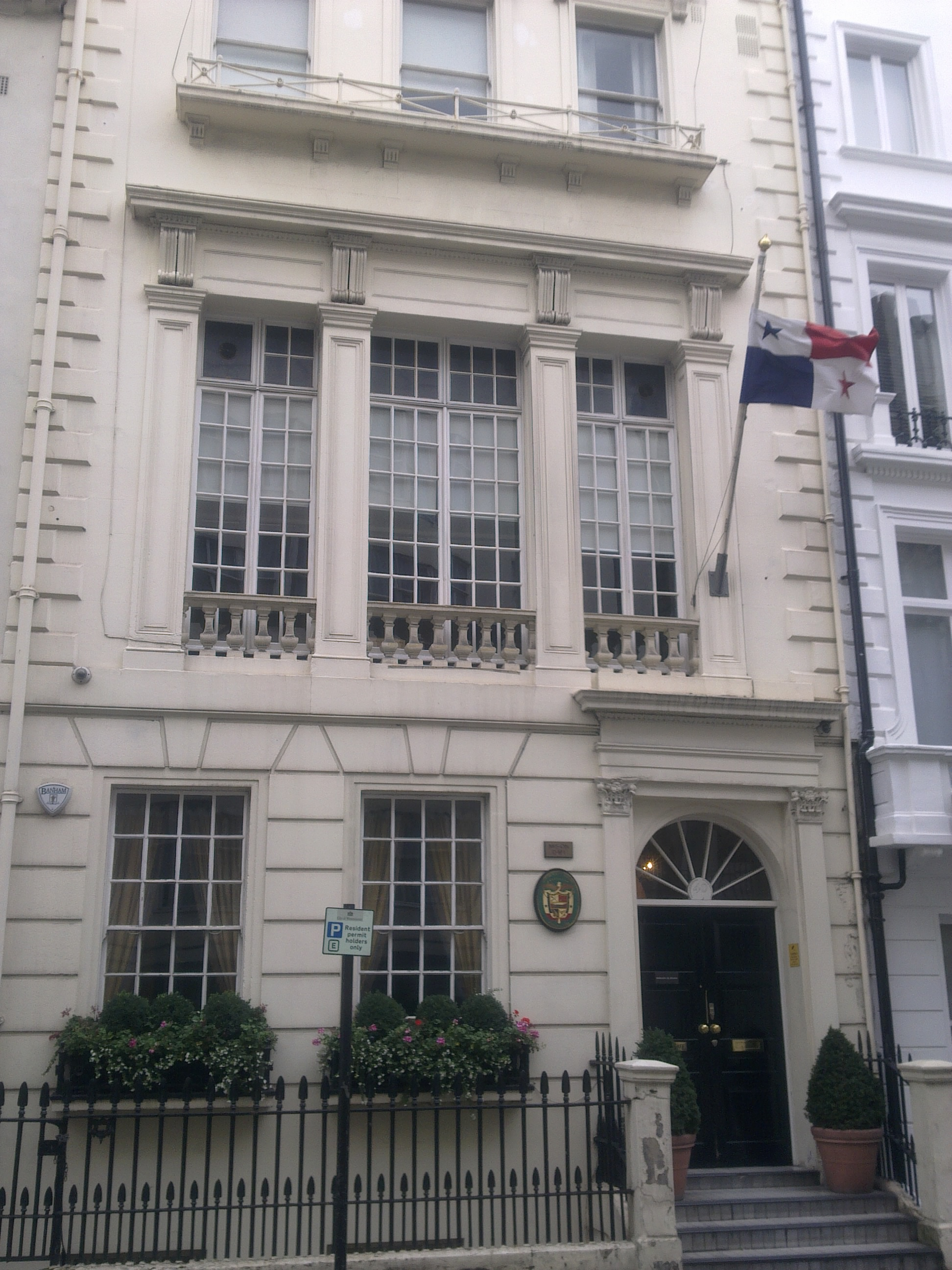
Ambasada Panamy w Londynie

  - Las Palmas de Gran Canaria (konsulat generalny)
  - Walencja (konsulat generalny)
- Holandia
  - Haga (ambasada)
  - Rotterdam (konsulat generalny)
- Niemcy
  - Berlin (ambasada)
  - Hamburg (konsulat generalny)
- Polska
  - Warszawa (ambasada)
- Portugalia
  - Lizbona (ambasada)
- Rosja
  - Moskwa (ambasada)
- Stolica Apostolska
  - Rzym (ambasada)
- Szwajcaria
  - Genewa (konsulat)
- Szwecja
  - Sztokholm (ambasada)
- Turcja
  - Ankara (ambasada)
  - Stambuł (konsulat)
- Wielka Brytania
  - Londyn (ambasada)
- Włochy
  - Rzym (ambasada)
  - Genua (konsulat generalny)
  - Neapol (konsulat generalny)
  - Wenecja (konsulat generalny)

## Ameryka Północna, Środkowa i Karaiby

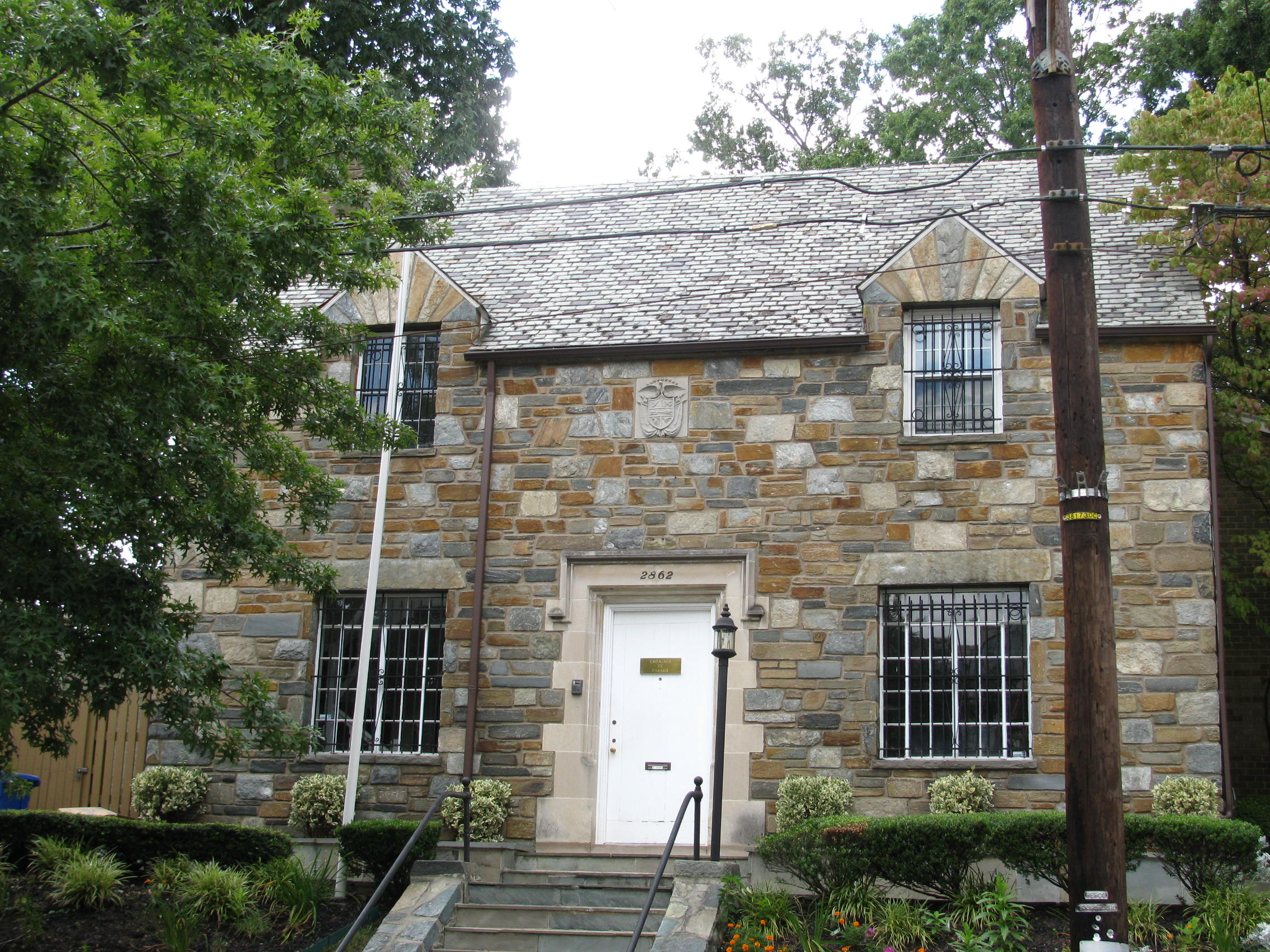
Ambasada Panamy w Waszyngtonie

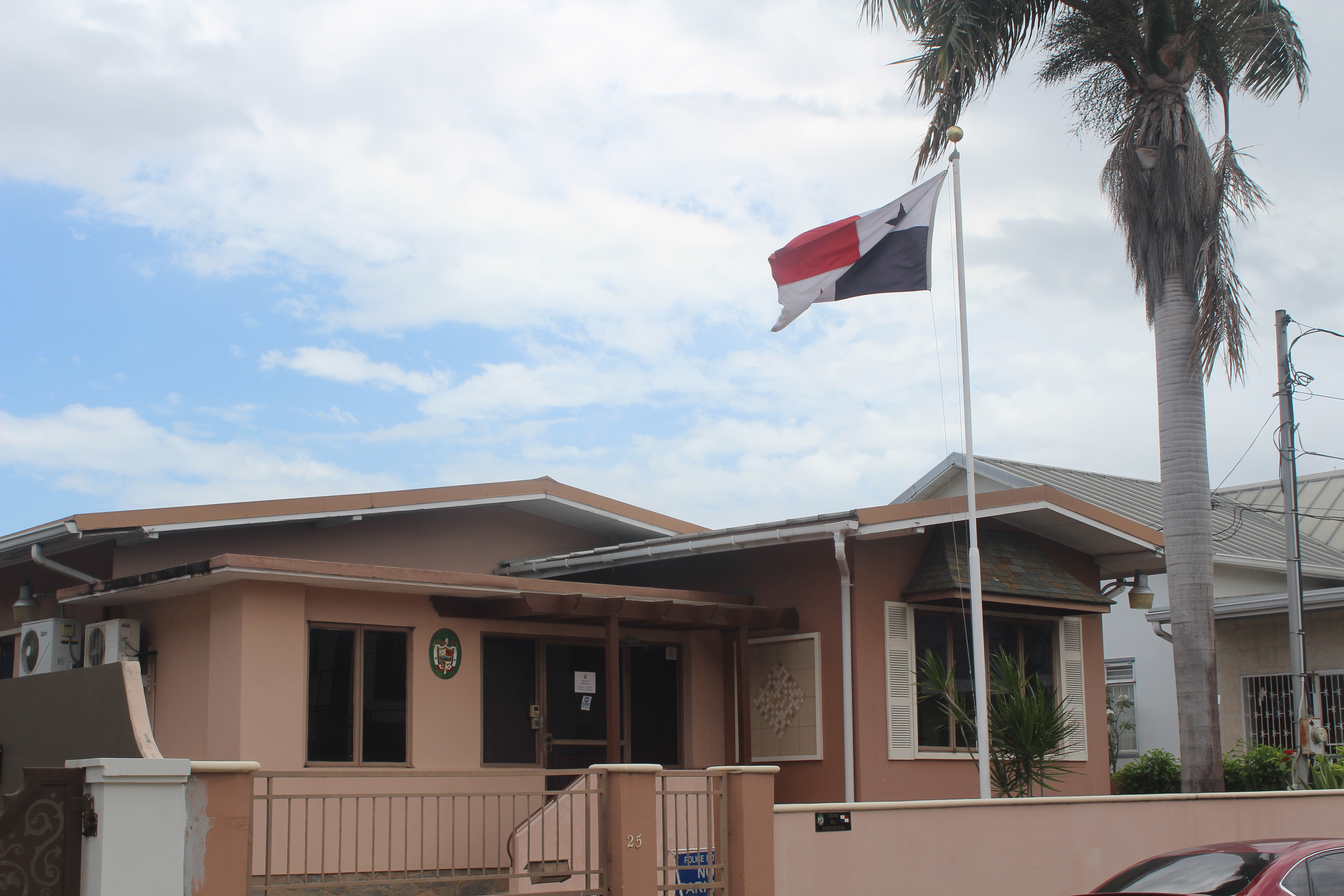
Ambasada Panamy w Port-of-Spain

- Belize
  - Belize City (ambasada)
- Dominikana
  - Santo Domingo (ambasada)
- Gwatemala
  - Gwatemala (ambasada)
- Haiti
  - Port-au-Prince (ambasada)
- Honduras
  - Tegucigalpa (ambasada)
- Jamajka
  - Kingston (ambasada)
  - Kobe (konsulat generalny)
- Kanada
  - Ottawa (ambasada)
  - Toronto (konsulat generalny)
  - Vancouver (konsulat generalny)
- Kostaryka
  - San José (ambasada)
- Kuba
  - Hawana (ambasada)
- Meksyk
  - Meksyk (ambasada)
  - Guadalajara (konsulat generalny)
  - Veracruz (konsulat generalny)
- Nikaragua
  - Managua (ambasada)
- Salwador
  - San Salvador (ambasada)
- Stany Zjednoczone
  - Waszyngton (ambasada)
  - Filadelfia (konsulat generalny)
  - Houston (konsulat generalny)
  - Los Angeles (konsulat generalny)
  - Miami (konsulat generalny)
  - Nowy Jork (konsulat generalny)
  - Nowy Orlean (konsulat generalny)
  - Tampa (konsulat generalny)
- Trynidad i Tobago
  - Port-of-Spain (ambasada)

## Ameryka Południowa
- Argentyna
  - Buenos Aires (ambasada)
- Boliwia
  - La Paz (ambasada)
- Brazylia
  - Brasília (ambasada)
  - Rio de Janeiro (konsulat generalny)
  - São Paulo (konsulat generalny)
  - Santos (konsulat generalny)
- Chile
  - Santiago (ambasada)
  - Valparaíso (konsulat generalny)
- Ekwador
  - Quito (ambasada)
  - Guayaquil (konsulat generalny)
- Kolumbia
  - Bogota (ambasada)
  - Barranquilla (konsulat generalny)
- Paragwaj
  - Asunción (ambasada)
- Peru
  - Lima (ambasada)
- Urugwaj
  - Montevideo (ambasada)
- Wenezuela
  - Caracas (ambasada)

## Afryka
- Egipt
  - Kair (ambasada)
- Maroko
  - Rabat (ambasada)
- Południowa Afryka
  - Pretoria (ambasada)

## Azja
- Chiny
  - Pekin (ambasada)
- Filipiny
  - Manila (ambasada)
- Indie
  - Nowe Delhi (ambasada)
  - Mumbaj (konsulat generalny)
- Indonezja
  - Dżakarta (ambasada)
- Izrael
  - Tel Awiw-Jafa (ambasada)
- Japonia
  - Tokio (ambasada)
- Katar
  - Doha (ambasada)
- Korea Południowa
  - Seul (ambasada)
- Singapur
  - Singapur (ambasada)
- Tajlandia
  - Bangkok (ambasada)
- Wietnam
  - Hanoi (ambasada)
  - Ho Chi Minh (konsulat)
- Zjednoczone Emiraty Arabskie
  - Abu Zabi (ambasada)

## Organizacje międzynarodowe
- Nowy Jork - Stałe Przedstawicielstwo przy Organizacji Narodów Zjednoczonych
- Genewa - Stałe Przedstawicielstwo przy Biurze Narodów Zjednoczonych i innych organizacjach
- Paryż - Stałe Przedstawicielstwo przy UNESCO
- Wiedeń - Stałe Przedstawicielstwo przy Biurze Narodów Zjednoczonych
- Rzym - Stałe Przedstawicielstwo przy Organizacji Narodów Zjednoczonych do spraw Wyżywienia i Rolnictwa
- Waszyngton - Stałe Przedstawicielstwo przy Organizacji Państw Amerykańskich
- Montevideo - Stałe Przedstawicielstwo przy ALADI i Mercosur